# クワレ
クワレ（Kwale）はケニアの町である。クワレ (カウンティ)の首府である。

## 交通

### 道路
- 国道C106号線